# Csepreg
Csepreg é uma cidade da Hungria, situada no condado de Vas. Tem 49,54 km² de área e sua população em 2019 foi estimada em 3.241 habitantes.